# هنري ستافورد (دوق باكنغهام الثاني)
هنري ستافورد، دوق باكنغهام الثاني (بالإنجليزية: Henry Stafford, 2nd Duke of Buckingham )‏ كان له دور كبير في رفع وهبوط منزلة الملك ريتشارد الثالث.